# Unterrichtseinstieg
Der Unterrichtseinstieg ist neben der Erarbeitung und der Ergebnissicherung eine der drei wesentlichen Unterrichtsphasen. Er bezeichnet den ersten Schritt zur Einführung in das Unterrichtsthema oder eine neue Lernaufgabe. Für ein problemorientiertes bzw. Problembasiertes Lernen muss er auf ein Problem führen, das die weitere Unterrichtsstunde oder Unterrichtseinheit trägt.

## Formen von Unterrichtseinstiegen und ihre Funktionen

### Stundeneröffnung
Der Beginn einer Unterrichtsstunde ist zunächst durch Stundeneröffnungsrituale gekennzeichnet. Diese bestehen aus wiederkehrenden, sofort verständlichen, verkürzten und ritualisierten Handlungen, die vielfach zu symbolischen Andeutungen mit Aufforderungscharakter verdichtet sind. Allen Eröffnungsritualen ist der Charakter der „Vorphase“ gemeinsam, d. h., sie liegen vor dem Beginn der eigentlichen fachlichen Arbeit. Die Lehrkraft kommt „nicht sofort zur Sache“.
Stundeneröffnungen haben folgende Funktionen:
- Stabilisierung der Machtbalance zwischen Lehrern und Schülern: Die Schüler müssen sich dabei einem bestimmten Ritual beugen, wodurch die Voraussetzung für den Unterricht geschaffen wird. Gleichzeitig werden Distanz und Nähe innerhalb der Lerngruppe und zur Lehrperson hergestellt, da die Machtausübung von der Lehrperson weg auf einen Gegenstand oder ein Verfahren gelenkt wird. In der Eingangssituation wird eine klare Unterrichtsstruktur durch die Stundeneröffnung gefördert.

- Rhythmisierung des gemeinschaftlichen Lebens in der Klasse, verlässliche Orientierung für das Zusammenleben. Diese Integrationsfunktion ist besonders hilfreich für neue Schüler.

- (Selbst-)Vergewisserung nach dem Motto: „Jetzt geht’s los!“: Schüler benötigen am Stundenanfang häufig eine kurze Phase, um sich innerlich aus dem Pausengeschehen oder der vorherigen Stunden zu lösen und sich auf die neue Stunde einzustellen.

- Aufbau einer Spannung auf das Neue, das nach dem regelmäßig Gleichen kommen wird. Stundeneröffnungen verkörpern innerhalb der Dialektik zwischen Verlässlichkeit und Freiheit oder Spontaneität, die für guten Unterricht unverzichtbar ist, den ruhenden, bekannten Pol, auf den man sich als Schüler ohne Risiko verlassen kann.

Demzufolge schafft die Stundeneröffnung eine ruhige und entspannte Atmosphäre sowie Disziplin. Die Schüler kennen die Erwartungen, die an sie herangetragen werden.

### Einstieg in ein neues Unterrichtsthema
Der Unterrichtseinstieg soll das neue Thema für die Schüler auf- oder erschließen. Dabei kann es sich um ein Thema handeln, das nur in dieser Stunde behandelt wird, oder um einen Einstieg in ein längeres Vorhaben, z. B. in eine mehrstündige Unterrichtseinheit oder ein Projekt.
Mit Einstiegen können ganz verschiedene Zielsetzungen verbunden sein:
- Der Einstieg dient dazu, die Schüler über ein Thema zu informieren, wenn Schüler (Sach-)Informationen zum Thema bzw. Unterrichtsstoff erhalten oder sie sich diese selbst beschaffen.

- Schüler sind für den Unterricht und das Unterrichtsthema zu motivieren. Der Unterrichtseinstieg soll das Interesse und die Aufmerksamkeit auf das neue Thema, auf das zu lösende Problem oder auf die zu erstrebende Qualifikation lenken.

- Die Schüler sollen eine Fragehaltung erreichen, die zur weiteren Beschäftigung mit dem Thema und zur Klärung von Fragen drängt. Besonders fruchtbar ist eine Fragehaltung, die auf einem Problem beruht, das durch die Schüler gelöst werden soll (Problemorientierung).

- Unterrichtseinstiege geben eine Orientierung. So können sie die Schüler über den geplanten Unterrichtsverlauf informieren und ihnen damit einen genauen Orientierungsrahmen geben, wenn der Lehrer den Schülern eine generelle Vorstellung davon vermittelt, um welches Thema es im Folgenden gehen wird. Diese Orientierung kann sich in einer groben Andeutung über die thematische Ausrichtung erschöpfen oder schon mehr oder weniger genau auf zu behandelnde Ziele, Fragen und Problemstellungen eingehen. In dieser Lernzielorientierung (LZO) kann Schülern auch die vorgesehene Herangehensweise an das Thema und die geplanten Bearbeitungsschritte mitgeteilt werden. So wird ein Erwartungshorizont entworfen. Das heißt, dass Schüler im Unterrichtseinstieg über die Bedeutung des ins Auge gefassten Themas und die anvisierten Lehr- und Lernziele informiert werden können.

- Der Unterrichtseinstieg soll die Vorkenntnisse und Vorerfahrungen der Schüler zum Thema wecken, um an diese anzuknüpfen. Somit erhalten sie zu Beginn einer Unterrichtsstunde die Gelegenheit, ihre Vorerfahrungen und eigenen Fragen gegenüber einem Thema zu äußern sowie ihr Interesse oder auch Desinteresse an einem Thema bzw. an einzelnen Themenschwerpunkten zu artikulieren.

- Ihre Verantwortungsbereitschaft herausgefordert werden. Während eines Unterrichtseinstiegs soll Schülern die Chance gegeben werden, mitzuplanen und mitzureden, die Vorgaben des Lehrers mit eigenen Vorschlägen zu ergänzen oder zu korrigieren.

- Wenn der Einstieg aus einer Provokation der Schüler besteht, hat er die Funktion, vertraute Vorstellungen, Gewohnheiten und Kenntnisse in Frage zu stellen, zu verfremden, sogar abzuwerten und abzulehnen, aber auch aufzuwerten.

- Häufig verknüpft der Einstieg zusätzlich das, was schon bekannt ist, mit dem, was neu erarbeitet werden soll. Der Einstieg leistet dann eine Vernetzung von Ergebnissicherung und Neuanfang (z. B. in der übenden Wiederholung oder in der Hausaufgabenkontrolle zu Stundenbeginn).

In der Praxis entwickeln viele Lehrer eigene Formen für Unterrichtseinstiege: z. B. Verzicht auf „Motivations-Rummel“ und überfallartig zur Sache kommen; ruhig und gelassen die Klasse betreten, Frage nach dem Befinden der Schüler, Umwege gehen, um später, aber dafür in „aufgeräumter“ Atmosphäre, mit der eigentlichen Unterrichtsarbeit zu beginnen.
Ein gelenktes Unterrichtsgespräch kann das neue Thema führen, das dann an der Tafel als Überschrift festgehalten wird. Andere Lehrer beginnen jede Stunde mit einer knappen Information über den geplanten Unterrichtsverlauf.
Zudem unterscheiden sich Lehrkräfte mit deduktiven oder induktiven Vorgehensweisen. Beim deduktiv organisierten Unterricht wird mit begrifflich-abstrakten Vorerklärungen bzw. Grundstrukturen in das Thema eingeleitet, während beim induktiven Vorgehen mit Beispielen, Anwendungsbezügen oder ähnliches begonnen wird.

## Didaktische Kriterien für einen guten Unterrichtseinstieg
Angesichts der Unterschiede zwischen den in der Theorie entwickelten didaktisch-methodischen Ansprüchen und den in der Praxis vorgefundenen Gewohnheiten hat der Didaktiker Hilbert Meyer fünf Kriterien für die Planung und Beurteilung von Unterrichtseinstiegen entwickelt, das fünfte der Handlungsorientierung ist seine spezielle Note.
Der Einstieg soll
1. einen Orientierungsrahmen vermitteln.
2. in zentrale Aspekte des neuen Themas einführen.
3. an das Vorverständnis der Schüler anknüpfen.
4. die Schüler disziplinieren.
5. den Schülern möglichst oft einen handelnden Umgang mit dem neuen Thema erlauben.

Der Unterrichtseinstieg soll vor allem der Reduktion von Komplexität dienen. Er macht das neue Thema für den Lehrer und die Schüler griffig und bearbeitbar.

## Einstiegsformen im Unterricht
Es gibt im Unterricht verschiedene Einstiegsformen. Diese können unterschieden werden nach dem Grad der Lehrerlenkung, dem Grad der Schülerselbsttätigkeit als auch nach den verwendeten Medien. Hilbert Meyer stellt die verschiedenen Unterrichtseinstiege anhand einer sog. „didaktischen Landkarte“ dar.
Liste möglicher Einstiege
Stundeneröffnungsrituale
- Begrüßen
- Aufstehen, Stillstehen
- Stillstehen
- Morgenkreis, Sitzkreis
- Bewegungsübungen
- Ruheübungen, Konzentrationsübungen, Lockerungsübungen
- Ratespiel
- Tageskalender

Übungen zum stofflichen Aufwärmen
- Hausaufgabenkontrolle
- Wiederholen
- Protokollverlesung
- Rechenschlange, Wörterschlange
- Abfragen
- Schrotschussfragen

Durch Sprache vermittelte Einstiegsformen mit hohem Grad an Lehrerlenkung (sprachlich vermittelte bis „verkopfte“ Einstiege)
- Informierender Unterrichtseinstieg: Lehrervortrag, Erzählen einer Geschichte

Durch Bild und Spiel vermittelte Einstiegsformen mit hohem Grad an Lehrerlenkung
- Denkanstöße: Etwas vormachen/ vorzeigen, Konstruktion eines Widerspruchs, Verfremden/ Verrätseln, Provozieren/ Bluffen
- Schnupperstunden: Karteikartenreferat, Angebotstisch, Themenbörse, Speisekarte, Thematische Landkarte, Arbeitsplan

Durch Spiel und Aktion vermittelte Einstiegsformen mit hohem Grad an Lehrerlenkung (ganzheitlich und handlungsorientierte Einstiege)
- Simulationsspiele: Planspiel, Rollenspiel, Standbild bauen
- Szenische Spiele: Stegreifspiele, Szenische Interpretationen, Texttheater
- Lernspiele: Puzzle, Memory, Domino

Durch Aktionen und Spiele vermittelte Einstiegsformen mit höherem Grad an Schülerselbsttätigkeit (eher ganzheitlich und handlungsorientierter Einstieg)
- Offene Spielformen: Freiflug, offenes Rollenspiel, offenes Standbildbauen
- Erkundungen in der Schule und vor Ort: Erkundungsgänge, Rallyes, Interview, Experiment, Expertenbefragung, Reportage
- Assoziative Gesprächsformen:  Planungsgespräch, Brain-Storming, Kopfsalat
- Sortieren und Strukturieren: Sortieren, Clusterbildung, Karteikartenspiel („Zwei aus drei“)

Durch Bild und Sprache vermittelte Einstiegsformen mit höherem Grad an Schülerselbsttätigkeit (sprachlich bis „verkopft“ vermittelte Einstiege)
- Kooperative Gesprächsformen: Blitzlicht, Gruppenpuzzle, Kreisgespräch, Streitgespräch, Debatte
- Themenzentrierte Selbstdarstellung: bunter Bilderbogen, Collage, Meinungskarussell, Partnerinterview, Sprechmühle
- Entspannt Einsteigen: Phantasiereise, Kritik der Schülerinnen und Schüler

## Einzelbelege
1. ↑  Hilbert Meyer: Unterrichtsmethoden II Praxisband. Cornelsen Scriptor 1987, S. 129